# Näs församling, Härnösands stift
Näs församling är en församling i Södra Jämtland-Härjedalens kontrakt i Härnösands stift. Församlingen ingår i Sydöstra Jämtlands pastorat och ligger i Östersunds kommun i Jämtlands län.

## Administrativ historik
Församlingen har medeltida ursprung. 
Församlingen var till 1532 moderförsamling (annexförsamling till 1315) i pastoratet Näs och Hackås. Från 29 juli 1532 till 1864 annexförsamling i pastoratet Brunflo, Lockne, Marieby och Näs som från 1820 även omfattade Östersunds församling. Från 1864 till 1962 moderförsamling i pastoratet Näs och Hackås som till 1926 även omfattade Gillhovs församling. Från 1962 till en tidpunkt senast 1998 annexförsamling i pastoratet Sunne, Norderö, Näs och Hackås. Från en tidpunkt senast 1998 till 2022 var församlingen annexförsamling i pastoratet Brunflo, Näs, Lockne och Marieby. 1 januari 2022 utökades och namnändrades pastoratet till Sydöstra Jämtlands pastorat.

## Kyrkor
- Näs kyrka